# Aenictus yangi
Aenictus yangi (лат.) — вид муравьёв-кочевников из рода Aenictus. Эндемики южного Китая, Сишуанбаньна-Дайский автономный округ (Xishuangbanna, южная часть провинции Юньнань).

## Описание
Длина рабочих 2,21—2,60 мм. От близких видов отличается следующими признаками: метанотальная бороздка развита, но слабо; проподеум угловатый со слабыми зубчиками; субпетиолярный выступ сравнительно вытянутый, субпрямоугольный и выступающий антеровентрально. Голова, мезосома и брюшко красновато-коричневые, всегда отчётливо темнее, чем более светлые желтовато-коричневые мандибулы, усики, петиоль, постпетиоль и ноги. Стебелёк между грудкой и брюшком у рабочих состоит из двух члеников, а у самок и самцов — из одного (петиоль). Основные промеры рабочих муравьёв: длина головы (HL) 0,51—0,57 мм; ширина головы (HW) 0,43—0,50; длина скапуса усиков (SL) 0,33—0,42; ML 0,69—0,87; PL 0,17—0,20; CI 82—90; SI 76—86. Видовое название дано в честь Д.-Р. Янга (Da-Rong Yang, Xishuangbanna Tropical Botanical Garden, Chinese Academy of Sciences, Китай) за помощь в работе.